# The Rosebud
The Rosebud ist ein 1941 gebauter Diner in Somerville im Bundesstaat Massachusetts der Vereinigten Staaten. Es zählt zum Typ des „Semi-Streamliner-Diners“ und wurde am 22. September 1999 im Rahmen der Multiple Property Submission Diners of Massachusetts MPS in das National Register of Historic Places (NRHP) eingetragen.

## Beschreibung
Das Rosebud wurde 1941 von der Worcester Lunch Car Company als sogenannter „Semi-Streamliner“ gebaut, der die traditionellen Elemente des Herstellers – insbesondere das Monitor-Dach und den Stil der Inneneinrichtung – teilweise mit der moderneren Optik des Streamliners kombinierte. Es steht im westlichen Teil von Somerville in einem Gewerbegebiet.
Äußerlich erscheint das Rosebud zunächst als „Rail-Car-Diner“, da es annähernd das Aussehen eines Eisenbahnwagens (englisch rail car) hat; tatsächlich jedoch definieren die abgerundeten Ecken die typische Form des Semi-Streamliners. Das Diner besteht aus einem Stahlskelett, das auf einem Fundament aus Ziegelsteinen ruht und mit schwarz emailliertem Blech verkleidet ist. An den beiden schmalen Seiten befinden sich die Eingänge zum Restaurant. Zwischen den Fenstern und an den abgerundeten Ecken stützen kannelierte Stahlpfosten das aus Metall bestehende Dach. Die Obergaden-Fenster weisen teilweise farbiges Glas auf, das jedoch nur von innen zu sehen ist; in einigen Fensteröffnungen wurden Ventilatoren installiert. An der Rückseite ist das Diner mit einem einstöckigen Gebäude verbunden, das in den 1930er Jahren errichtet wurde. Das Rosebud verfügt darüber hinaus über einen zweiten, wesentlich größeren und ebenfalls einstöckigen Anbau mit Flachdach, der den Rest des Grundstücks einnimmt und in den 1960er Jahren aus Betonteilen errichtet wurde.
Im Inneren dominiert der Stil der Worcester Lunch Car Company mit einer Kombination aus Holz- und Kacheloberflächen. Die Theke erstreckt sich über die gesamte Länge und verfügt über 16 Barhocker. Entlang der Frontseite befinden sich zudem sechs Tischnischen mit weiteren Sitzplätzen. Der Boden ist mit einem komplexen geometrischen Muster aus blauen, hellblauen und gelben Fliesen gedeckt.
Anfang der 1990er Jahre wurde das Diner im Rahmen eines vierjährigen Projekts umfassend restauriert, wobei unter anderem auch jüngere Modifikationen rückgängig gemacht wurden. Insbesondere wurden die Obergaden-Fenster wieder freigelegt, die Email-Verkleidung ausgebessert und die Beschilderung erneuert. Auch der Anbau wurde renoviert, um Platz für weitere 250 Sitzplätze zu schaffen.

## Historische Bedeutung
Das Rosebud ist eines von nur noch sehr wenigen Semi-Streamliner-Dinern in Massachusetts und das einzige dieses Typs in Somerville. Der erste Eigentümer war Charles Peveloris, der es 1941 nach dem Schlitten im Film Citizen Kane benannte, der im selben Jahr in die Kinos kam. Das Diner ersetzte ein Hamburger-Restaurant namens Jaunty Jack’s, das zuvor in dem Anbau untergebracht war, wo sich heute die Küche befindet. Das Rosebud war bei seiner Eröffnung eines von acht Dinern und insgesamt 125 Restaurants der Stadt.
1958 verkaufte Peveloris das Diner an Evangelos „Galley“ Nichols, der es zunächst als reine Bar weiterführte und erst 1964 die Küche wiedereröffnete. Er eröffnete zudem den Nachtclub „Surrey Room“ an der Rückseite des Rosebud, in dem zunächst Jazz und später Discomusik gespielt wurde. Im weiteren Verlauf vermietete Nichols das Grundstück an einen Pächter, der dort ein mexikanisches Restaurant betrieb. 1991 nahm Nichols das Grundstück zurück und begann mit einer umfassenden Renovierung, die vom Diner-Experten Daniel Zilka begleitet wurde. 1995 konnte das Diner wiedereröffnet werden.
Das Rosebud ist heute eines von nur noch sieben existierenden Semi-Streamlinern und daher ein seltenes Beispiel für diesen Dinertyp, den die Worcester Lunch Car Company als konservative Alternative zum Streamliner entwickelte, der ab 1939 von J. B. Judkins und anderen Herstellern produziert wurde und zunehmend Marktanteile gewann. Das am besten erhaltene Exemplar in Massachusetts ist jedoch das Owl Diner in Lowell. Drei weitere – ursprünglich in Massachusetts eingesetzte – Semi-Streamliner stehen heute in anderen Bundesstaaten: Das Hudson Diner im Henry Ford Museum in Dearborn (Michigan), das Peerless Diner in Florida und das Ross Diner in Queechee (Vermont).